# Osetenovo
Osetenovo (bulgariska: Осетеново) är ett distrikt i Bulgarien.   Det ligger i kommunen Obsjtina Pavel Banja och regionen Stara Zagora, i den centrala delen av landet, 140 km öster om huvudstaden Sofia.
Trakten runt Osetenovo består till största delen av jordbruksmark. Runt Osetenovo är det ganska glesbefolkat, med 28 invånare per kvadratkilometer.